# أليكس فرنانديز (لاعب كرة قدم)
أليكس فرنانديز (بالإسبانية: Raúl Fernández Valverde) (و. 1985  م) هو لاعب كرة قدم، من بيرو، ولد في ليما، يلعب كحارس مرمى.

## روابط خارجية
- أليكس فرنانديز على موقع الاتحاد الدولي (مؤرشف)  (الإنجليزية)
- أليكس فرنانديز على موقع الدوري الأمريكي (الإنجليزية)
- أليكس فرنانديز على موقع قاعدة بيانات كرة القدم.إي يو (الإنجليزية)
- أليكس فرنانديز على موقع ناشيونال فوتبول تيمز (الإنجليزية)
- أليكس فرنانديز على موقع Soccerway.com (الإنجليزية)
- أليكس فرنانديز على موقع AS.com (الإسبانية)